# Guro (métro de Séoul)
Guro (hangeul : 구로 ; hanja : 九老) est une station de passage, de la ligne principale, et de bifurcation, branche Sinchang, de la ligne 1 du métro de Séoul. Elle est située au 174 Gurojungang-ro, dans le quartier Guro-dong de l'arrondissement Yeongdeungpo-gu de la ville de Séoul, en Corée du Sud.
Le site a pour origine une station de signalisation mise en service en 1969, puis une gare en 1973 peu avant de devenir une station de la ligne 1 du métro de Séoul en 1974. Elle est desservie par les rames nombreux services omnibus et express de la ligne 1.

## Situation sur le réseau

Plan du réseau (2023)

Établie en surface, Guro est une station de bifurcation de la ligne 1 du métro de Séoul : elle est située entre la station Sindorim, en direction du terminus nord-est Yeoncheon, et, sur la ligne principale, la station Sindorim, en direction du terminus ouest Incheon, ou sur la branche Sinchang, la station Complexe numérique de Gasan, en direction du terminus sud-ouest Sinchang,.
Un important dépôt de la ligne est situé à proximité.

## Histoire

### Origine
Lors de l'ouverture à l'exploitation de la ligne Gyeongin (ko), le 25 mars 1969, est mis en service la station de signalisation de Guro. Une gare, avec la construction d'un bâtiment est mise en service le 1er décembre 1973,.

### Station de métro
La station Guro est mise en service le 15 août 1974,, lors de l'ouverture à l'exploitation de la ligne 1 du métro de Séoul : sections : de Guro à Incheon (dite ligne Gyeongin (ko)), et de Gare de Séoul à Suwon (dite ligne Gyeongbu).

Installations avant la pose de portes palières
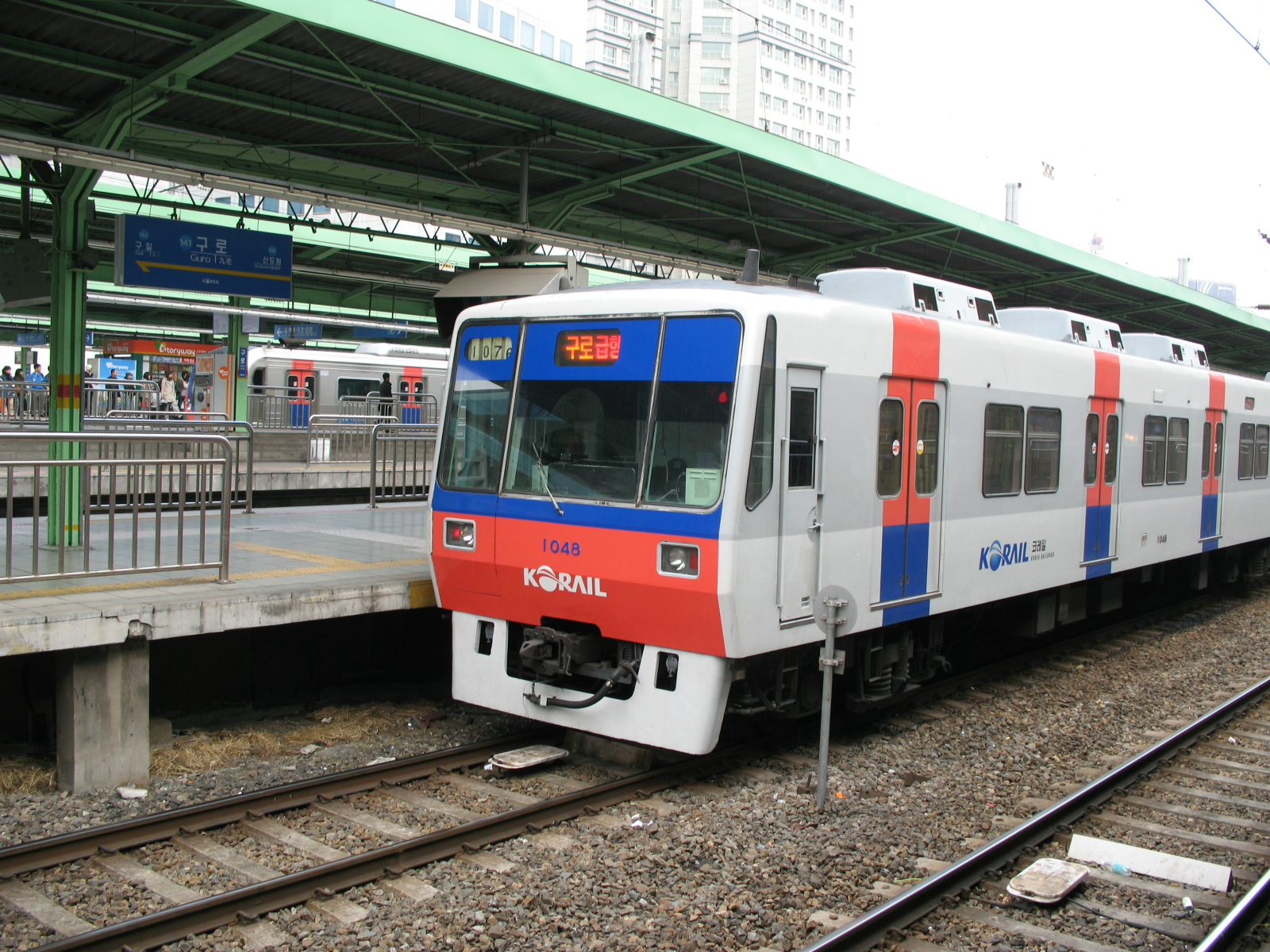
En 2007.
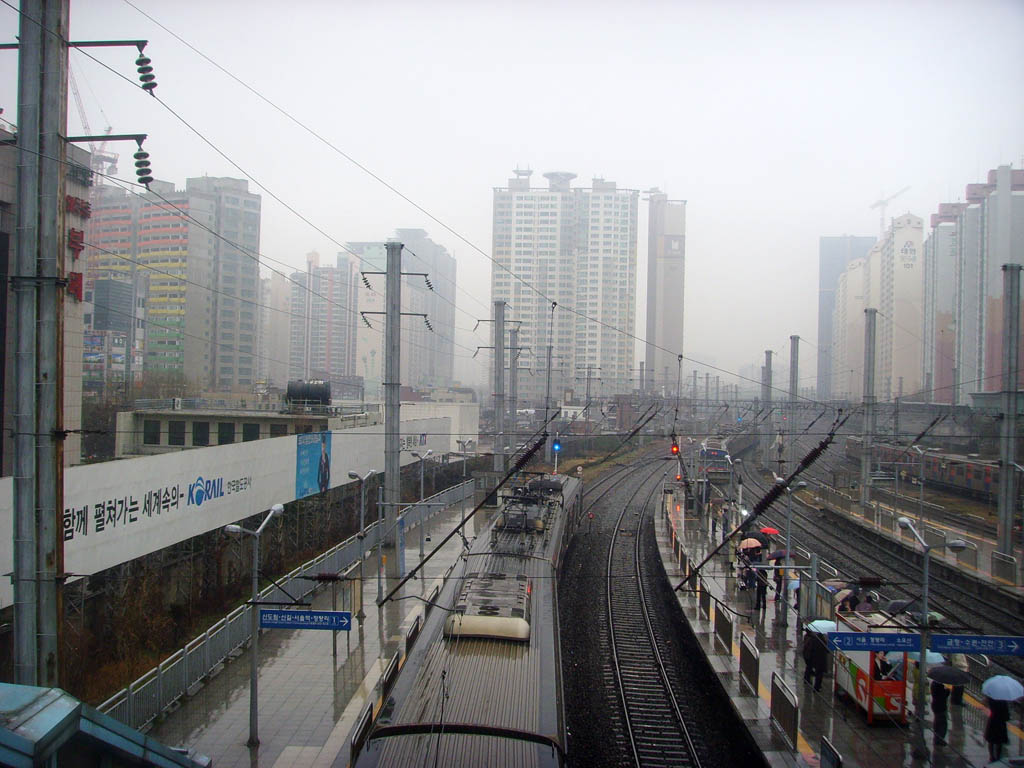
En 2007.
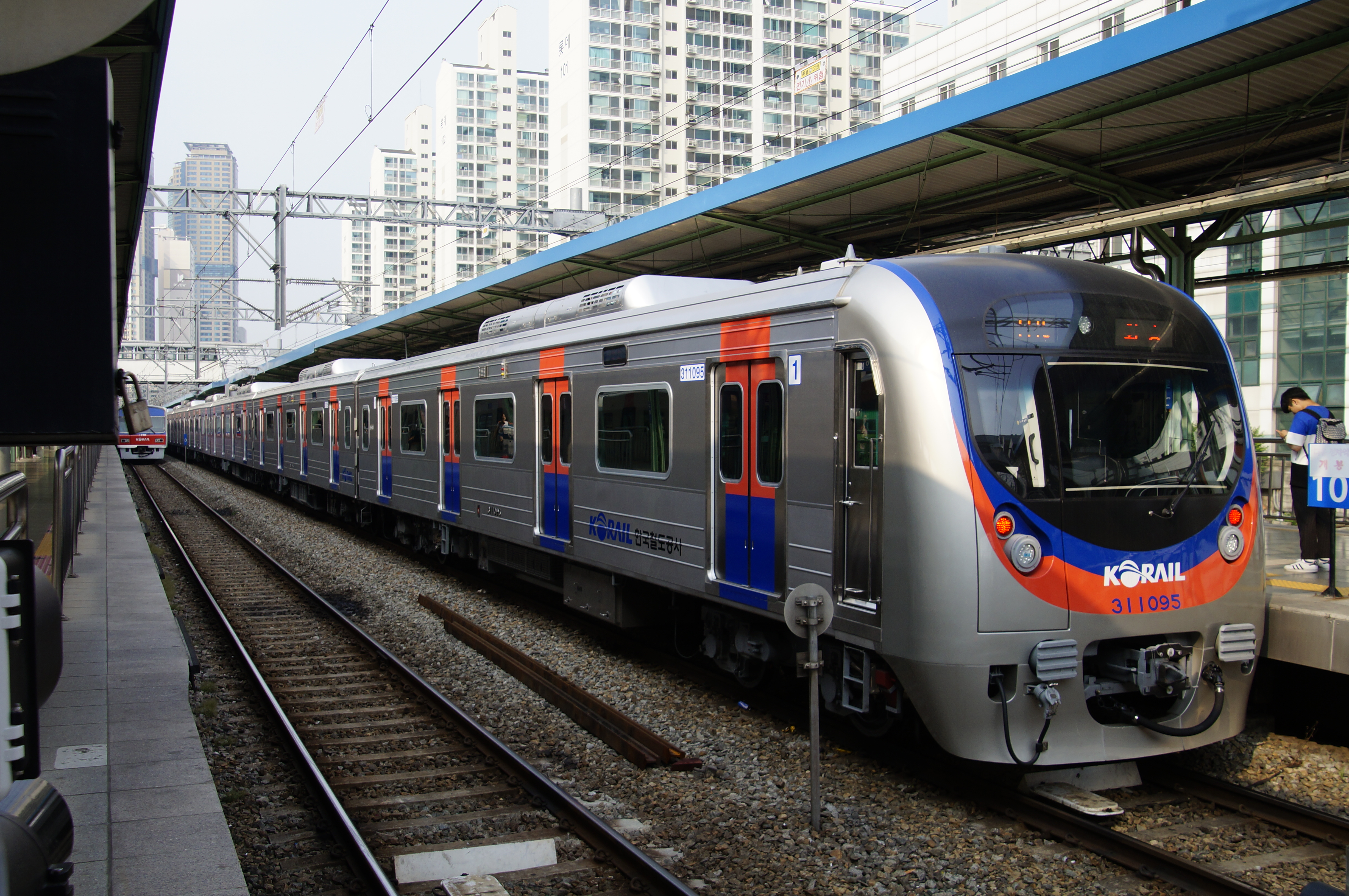
En 2016.

## Services aux voyageurs

### Accès et accueil
La station est établie au 174 Gurojungang-ro, dans le quartier Guro-dong. Elle dispose de trois bouches : la n°1 dessert le magasin principal AK Plaza Guro et la n°2, l'école primaire Sinmirim, des arrêts de bus et de taxis.

### Desserte
Guro est une importante station de la ligne 1, toutes les rames en provenance ou à destination d'Inchéon ou de Sinchang s'y arrêtent et pour certaines de ces circulations elle est le terminus ou la station de départ, les rames pouvant alors se rendre au dépôt pour entretien ou réparation. Elle dispose de neuf voies à quai et deux voies de passage sans arrêt utilisée notamment par les circulation de trains KTX, ITX-Saemaeul, Saemaeul, Mugunghwa et Nuriro. Les quais des neuf voies d'arrêt sont équipés de portes palières posées en 2010 sur les quais 1 à 4 et en 2018 sur les quais 5 à 9.

Installations
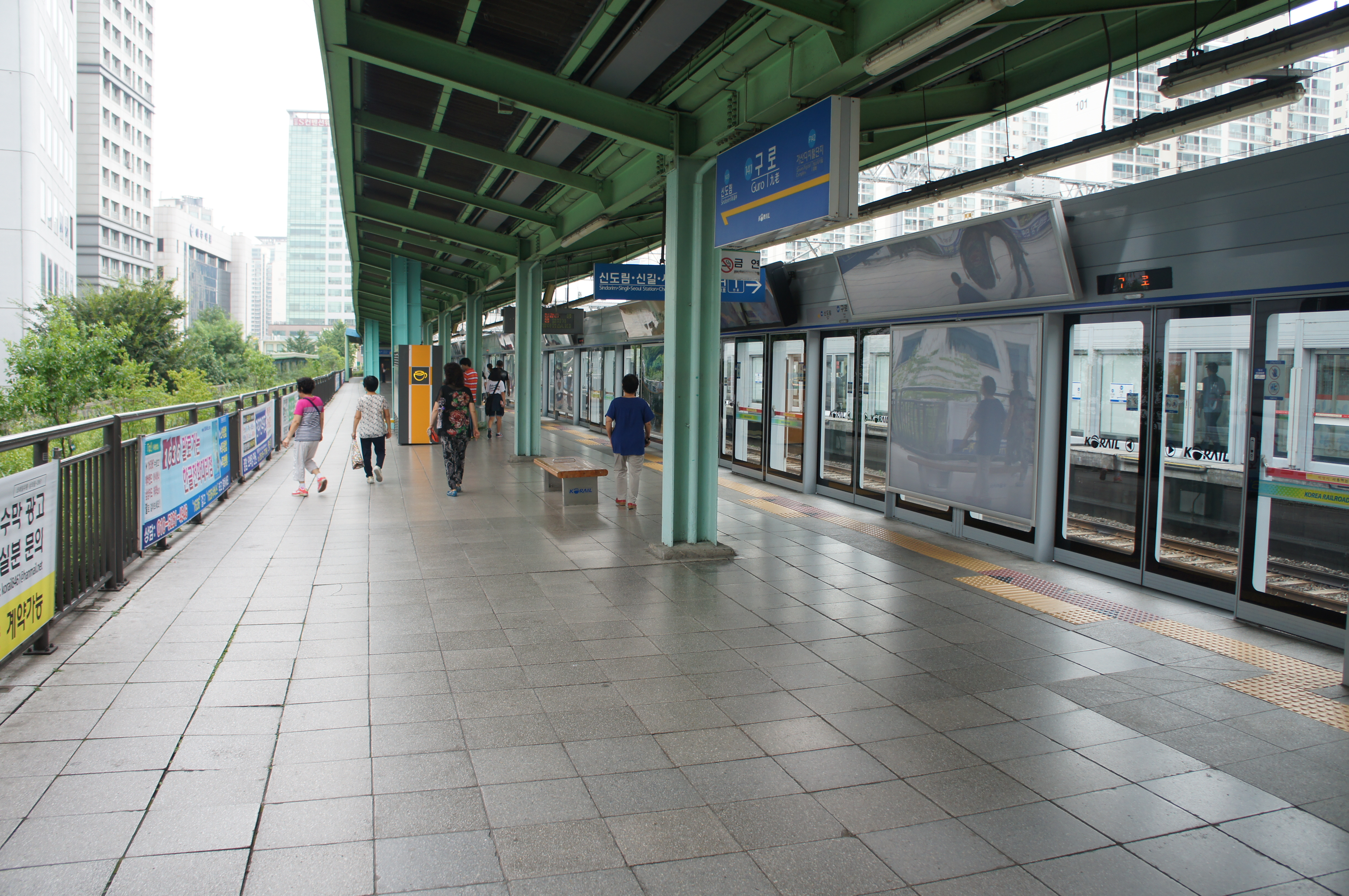
En 2014.
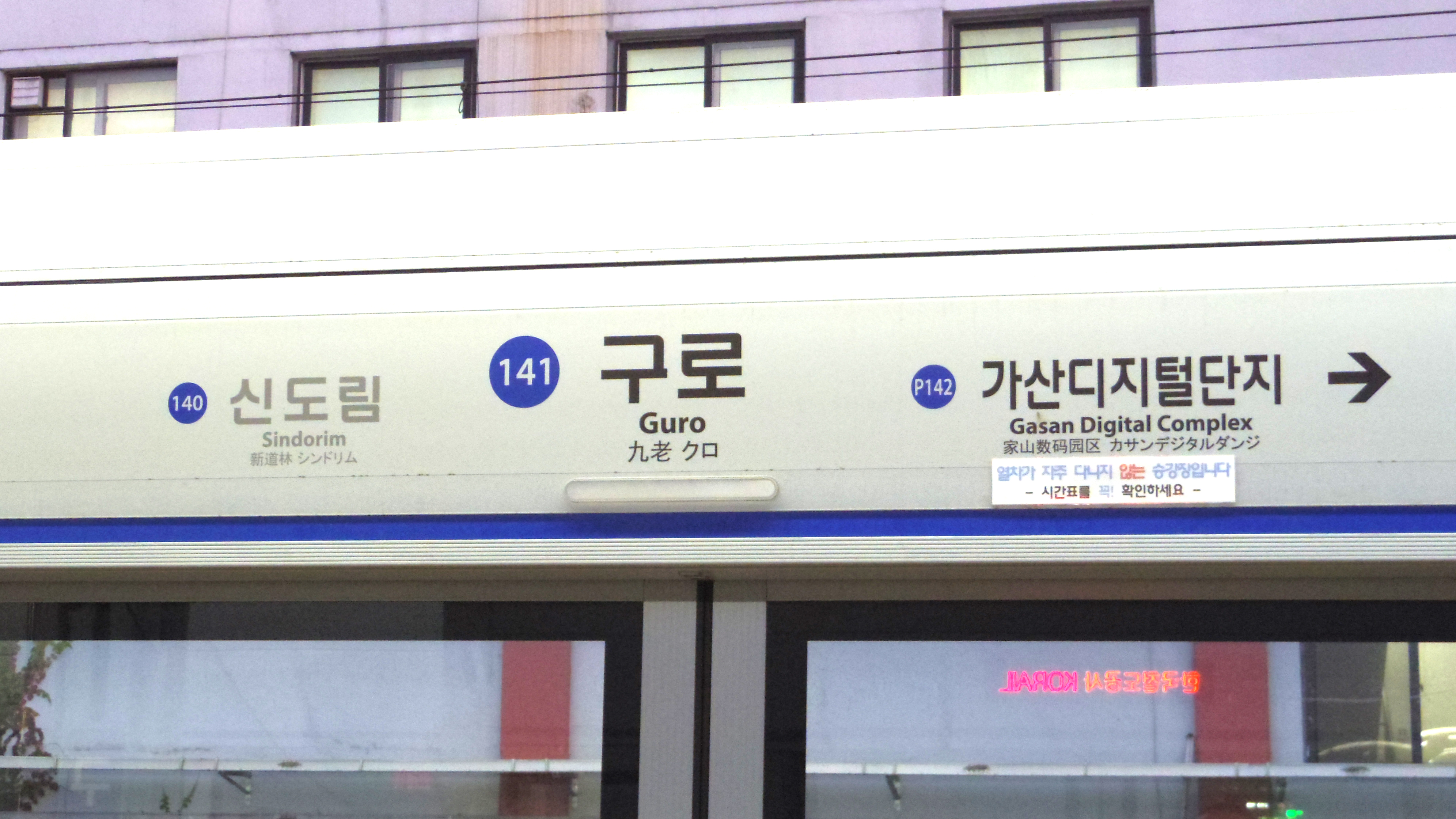
En 2019.
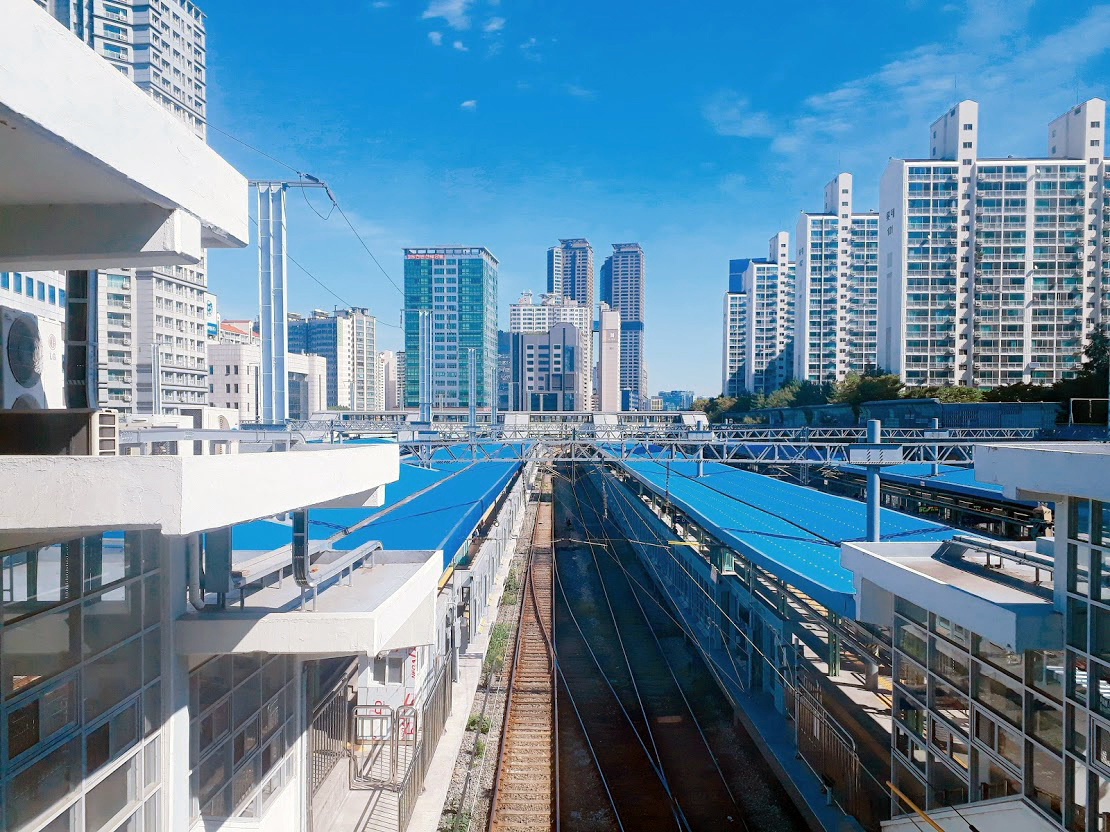
En 2023.

### Intermodalité
Des arrêts de bus sont situés à proximité des bouches.